# Csőrös sás
A csőrös sás (Carex rostrata) a palkafélék (Cyperaceae) családjába tartozó növényfaj.

## Leírása

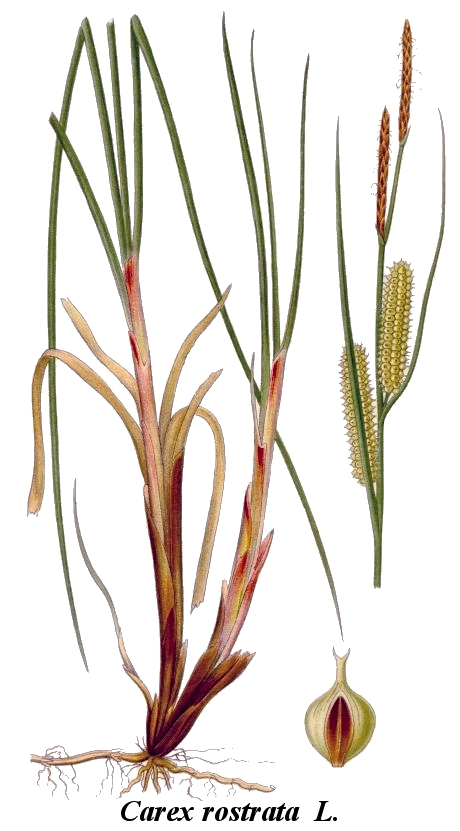

Magassága 30–80 centiméter, szártövi levélhüvelyei barnásvörösek, enyhén hálózatos erűek, szára tompán 3 élű, sima, 3–5 milliméter széles levelei árkoltak, szürkészöldek, szélükön visszagöngyöltek. Füzérkéi 2–8 milliméter hosszúak, tömlői majdnem vízszintesen elállók, gömbös tojásdadok, bemélyedt erűek, hirtelen 2 fogú csőrbe keskenyedők, éretten barnásak.
Június-júliusban virágzik.

## Változata
- Carex rostrata var. rostrata

## Élőhely
Vízpartokon, tavaknál, lápokon, szinte egész Európában elterjedt, nálunk ritka sásfaja. Magyarországon többek közt a Gödöllői-dombság területén él, valamint a Mátrában is megtalálhatóak állományai.